# Кашнер, Эллен
Эллен Кашнер (англ. Ellen Kushner; род. 6 октября 1955, Вашингтон, США) — американская писательница и редактор в направлении фэнтези. Её роман «Томас Рифмач» в 1991 году получил Мифопоэтическую премию и Всемирную премию фэнтези за лучший роман.

## Биография
Эллен Кашнер родилась 6 октября 1955 года в Вашингтоне, США. Своё детство провела в Кливленде, Огайо. Училась в колледже Брин-Мар и окончила Барнард-колледж.
Кашнер живёт в Нью-Йорке вместе со своей женой и иногда соавтором Делией Шерман, с которой они сыграли свадьбу в 1996 году и официально поженились в 2004 году в Бостоне. Кашнер считает себя бисексуальной.

## Карьера
Свою литературную карьеру Кашнер начала с публикации пяти книг-игр (1985—1988) из серии «Choose Your Own Adventure». В течение этого периода она опубликовала свой первый роман «На острие клинка» (англ. Swordspoint: A Melodrama of Manners; 1987). В июле 2006 года вышло продолжение «Привилегия меча» (англ. The Privilege of the Sword), действие которого происходит через 18 лет после истории предыдущей книги. События романа «Падение королей» (англ. The Fall of the Kings; 2002) происходят спустя 40 лет после действия первой книги серии. Эти три книги цикла «Клинки Приречья» (англ. Swords of Riverside) написаны в направлении «фэнтези нравов».
С 2011 по 2014 год вышли аудиоверсии трёх романов цикла «Клинки Приречья» под лейблом «Нил Гейман представляет» (англ. Neil Gaiman Presents). Адаптация книги «На острие клинка» получила несколько наград и ещё одну награду получила адаптация книги «Падение королей».
С 1996 по 2010 год Кашнер была ведущей радиопередачи «Sound & Spirit» в Бостоне, которая распространялась организацией Public Radio International.
В 2002 году Кашнер выпустила CD-диск со своей ханукальной историей «Золотой дрейдл. Клезмерский Щелкунчик» (англ. The Golden Dreydl: A Klezmer Nutcracker), в которой играет музыка из «Щелкунчика» Чайковского. Музыка, исполненная для этой истории была отмечена наградой. В 2007 и 2008 году рассказ был поставлен в театре в Нью-Йорке, адаптацией занималась Кашнер, которая также исполнила роль Танте Мириам в постановке 2008 года.
В 2007 году Кашнер вместе с Элизабет Шварц (англ. Elizabeth Schwartz) и Йель Стром (англ. Yale Strom) написала сценарий для музыкальной аудио-драмы «Ведьмы Люблина» (англ. The Witches of Lublin), которая повествует о еврейках XVIII века, которые были клезмерскими музыкантами. Постановка получила несколько наград в 2012 году.
Кашнер вместе с Шерман и другими активно занимается интерстициальным искусством. Она является одним из основателей и в прошлом президентом организации «Фонд интерстициального искусства» (англ. Interstitial Arts Foundation).
Кроме прозы, Кашнер также пишет стихи.

### Цикл «Клинки Приречья»
- 1987 — «На острие клинка» (англ. Swordspoint: A Melodrama of Manners)
- 2002 — «Падение королей» (англ. The Fall of the Kings) в соавторстве с Делией Шерман
- 2006 — «Привилегия меча[англ.]» (англ. The Privilege of the Sword)
- 2009 — «Дикая и испорченная молодёжь» (англ. A Wild and a Wicked Youth) — повесть
- 2010 — «Человек с ножами» (англ. The Man with the Knives) — рассказ

### Серия «Choose Your Own Adventure»
- 1985 — «Преступники Шервудского леса» (англ. Outlaws of Sherwood Forest)
- 1986 — «Зачарованное королевство» (англ. The Enchanted Kingdom)
- 1986 — «Приключение со статуей Свободы» (англ. Statue of Liberty Adventure)
- 1986 — «Тайна секретной комнаты» (англ. Mystery of the Secret Room)
- 1988 — «Рыцари Круглого стола» (англ. Knights of the Round Table)

### Романы вне серий
- 1990 — «Томас Рифмач[англ.]» (англ. Thomas the Rhymer)
- 1994 — «Волшебная долина» (англ. St. Nicholas and the Valley Beyond the World's Edge)

### Короткая проза
- 1986 — «Ночной смех» (англ. Night Laughter)
- 1998 — «Смерть герцога» (англ. The Death of the Duke)
- 2009 — «Изношенные танцевальные туфли» (англ. The Shoes That Were Danced to Pieces)
- 2009 — «Милый дом» (лат. Dulce Domum)
- 2010 — «Дети Кадма» (англ. The Children of Cadmus)

### Редактор
- 1980 — «Василиск» (англ. Basilisk) — антология
- 1997 — «Охотничьи рожки Эльфландии[англ.]» (англ. The Horns of Elfland) — антология, с Делией Шерман и Дональдом Келлером[англ.]
- 2011 — «Добро пожаловать в Бордертаун» (англ. Welcome to Bordertown) — антология, с Холли Блэк
- 2016 — «Тремонтайн. Сезон 1, выпуск 1» (англ. Tremontaine: Season One Volume One) — антология, с Алаей Дон Джонсон[англ.], Полом Витковером (англ. Paul Witcover), Рейчелин Малтез (англ. Racheline Maltese), Мелиндой Ло[англ.], Джоэлом Дерфнером[англ.] и Пэтти Брайант (англ. Patty Bryant)
- 2016 — «Тремонтайн. Сезон 1, выпуск 2» (англ. Tremontaine: Season One Volume Two) — антология, с Алаей Дон Джонсон, Полом Витковером, Рейчелин Малтез, Мелиндой Ло, Джоэлом Дерфнером и Пэтти Брайант

## Награды и номинации

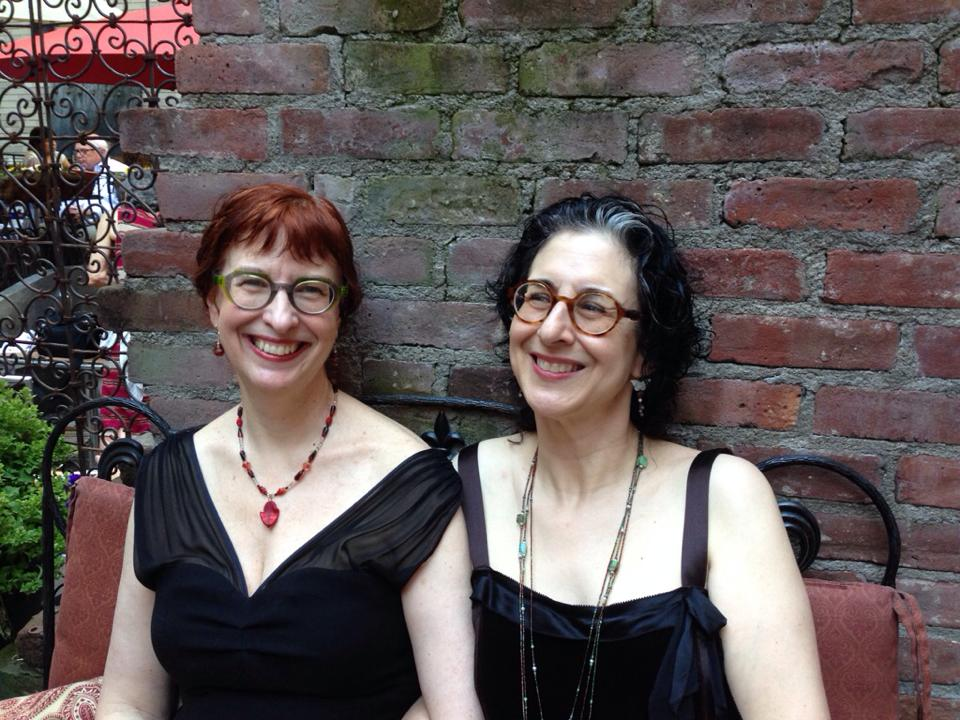
Делия Шерман (слева) и Эллен Кашнер

### Награды
- 1991 — Мифопоэтическая премия за роман «Томас Рифмач[англ.]»[18]
- 1991 — Всемирная премия фэнтези за лучший роман за роман «Томас Рифмач»[19]
- 2007 — Премия «Локус» за лучший роман фэнтези за роман «Привилегия меча[англ.]»

### Номинации
- 1981 — Номинация на премию «Балрог» за антологию «Василиск»
- 1981 — Номинация на премию «Локус» за лучшую антологию за антологию «Василиск»
- 1988 — Номинация на премию «Локус» за лучший дебютный роман за роман «На острие клинка»
- 1991 — Финалистка премии «Локус» за лучший роман фэнтези за роман «Томас Рифмач»
- 1998 — Номинация на премию «Локус» за лучшую антологию за антологию «Охотничьи рожки Эльфландии[англ.]»
- 1998 — Номинация на Всемирную премию фэнтези за лучшую повесть за «Падение королей» с Делией Шерман
- 1999 — Номинация на Всемирную премию фэнтези за лучший рассказ за «Смерть герцога»
- 2003 — Номинация на премию «Локус» за лучший роман фэнтези за «Падение королей» с Делией Шерман
- 2003 — Номинация на Мифопоэтическую премию за «Падение королей» с Делией Шерман
- 2006 — Номинация на премию Джеймса Типтри-младшего за роман «Привилегия меча[англ.]»
- 2007 — Номинация на премию «Небьюла» за лучший роман за роман «Привилегия меча»
- 2007 — Номинация на Всемирную премию фэнтези за лучший роман за роман «Привилегия меча»
- 2010 — Номинация на премию «Локус» за лучшую короткую повесть[англ.] за повесть «Дикая и испорченная молодёжь»
- 2010 — Номинация на премию «Локус» за лучший рассказ[англ.] за рассказ «Милый дом»
- 2011 — Номинация на премию «Локус» за лучший рассказ[англ.] за рассказ «Человек с ножами»
- 2011 — Номинация на премию «Локус» за лучший рассказ[англ.] за рассказ «Дети Кадма»
- 2012 — Номинация на премию «Локус» за лучшую антологию за антологию «Василиск»
- 2017 — Номинация на премию «Локус» за лучшую антологию за антологию «Тремонтайн. Сезон 1, выпуск 1»
- 2017 — Номинация на премию «Локус» за лучшую антологию за антологию «Тремонтайн. Сезон 1, выпуск 2»